# Veronica Escobar

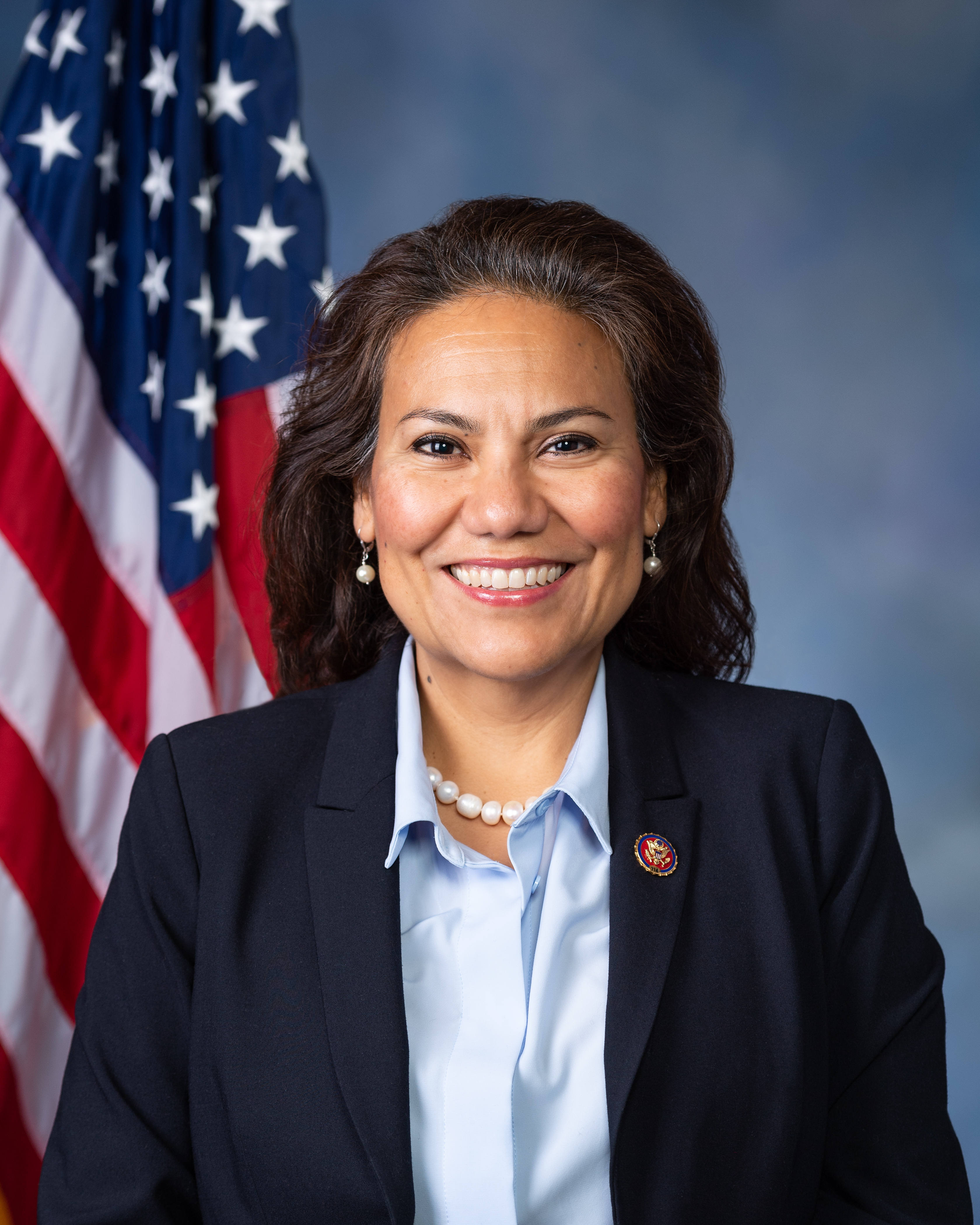
Veronica Escobar (2019)

Veronica Escobar (* 15. September 1969 in El Paso, Texas, Vereinigte Staaten) ist eine US-amerikanische Politikerin. Als Mitglied der Demokratischen Partei ist sie seit dem 3. Januar 2019 Inhaberin des 16. Sitzes des Bundesstaates Texas im Repräsentantenhaus der Vereinigten Staaten. In dieses Amt war sie am 6. November 2018 gewählt worden und wurde am 3. Januar 2019 vereidigt.

## Leben
Veronica Escobar wurde am 15. September 1969 in El Paso im Bundesstaat Texas geboren. Sie wuchs mit vier Brüdern auf dem Bauernhof mit Milchproduktion ihrer Eltern auf.
Escobar besuchte die Loretto Academy und Burges High School und erhielt dann den Bachelor an der University of Texas at El Paso und den Master an der New York University. Sie unterrichtete Englisch und Chicano-Literatur am El Paso Community College.
Veronica Escobar ist mit dem Juristen Michael Pleters verheiratet, der zunächst Bundesanwalt war und 2017 zum Bundesrichter in Einwanderungsangelegenheiten ernannt wurde.

## Politische Karriere

### Texas
Veronica Escobar arbeitete als Non-Profit-Manager und als Kommunikationsdirektor von Raymond Caballero, als er Bürgermeister von El Paso war. Als Caballero nicht wiedergewählt wurde, überlegte Escobar zusammen mit Susie Byrd, dem Rechtsanwalt Steve Ortega und dem Geschäftsmann Beto O’Rourke in den öffentlichen Dienst zu gehen. Sie begannen zu überlegen, wie die Stadtplanung verbessert werden könne, eine diversifiziertere Wirtschaft und hochqualifizierte Arbeitsplätze geschaffen werden können.
Escobar wurde 2006 in die Kommission des El Paso Countys und 2010 als County Judge gewählt.

### Repräsentantenhaus der Vereinigten Staaten
Nachdem der Abgeordnete Beto O’Rourke in der Senatswahl 2018 gegen den Republikaner Ted Cruz kandidierte, bewarb sich Veronica Escobar zusammen mit fünf weiteren Demokraten und zwei Republikanern um dessen Nachfolge im Repräsentantenhaus als Abgeordnete El Pasos.
Veronica Escobar gewann die demokratischen Vorwahlen am 6. März 2018 zur Wahl zum 16. Sitzes des Bundesstaates Texas im Repräsentantenhaus der Vereinigten Staaten mit 61,4 Prozent der Stimmen vor Dori Fenenbock, die 22 Prozent errang. Den dritten Platz belegte Norma Chávez mit 6,7 Prozent. Sie gewann die Wahl 2018 zum 16. Sitz des Bundesstaates Texas im Repräsentantenhaus des 116. Kongresses der Vereinigten Staaten am 6. November 2018 gegen Rick Seeberger von der Republikanischen Partei mit 68,5 Prozent der Stimmen. Den dritten Platz belegte der unabhängige Kandidat Ben Mendoza mit 4,5 Prozent der Stimmen.
Sie war die erste Latina, die den 16. Kongresswahlbezirk in Washington, D.C. vertrat und wurde zu Beginn ihrer ersten Amtszeit als Nachfolgerin von Katie Hill zur Vertreterin der Parlamentsneulinge gewählt. Während ihrer ersten Legislaturperiode im Repräsentantenhaus des 116. Kongresses kam es am 3. August 2019 in ihrem Wahlkreis zum Anschlag in El Paso mit 23 Todesopfern. Als Mitglied des Justizausschusses war sie am ersten Amtsenthebungsverfahren gegen Trump beteiligt. Sie wurde außerdem 2020 von der Parteiführung ausgewählt, die spanische Erwiderungsrede auf Präsident Trumps Ansprache zur Lage der Nation zu halten. Sie bezeichnete in der Rede Trump und die republikanische Mehrheit im Senat als größte Bedrohung für die Sicherheit der Vereinigten Staaten. Sie warf Trump vor, dass das Manifest des Amokläufers von El Paso die Rethorik des Präsidenten widerspiegele. Das Amtsenthebungsverfahren 2019/2020 habe gezeigt, dass niemand über dem Gesetz stünde.
Bei ihrer Wiederwahl 2020 hatte Escobar in der Vorwahl keine Herausforderer und siegte in der Hauptwahl gegen die Republikanerin Irene Armendariz-Jackson mit 64,7 Prozent. Bei der nächsten Vorwahl zur Kongresswahl 2022 setzte Escobar sich mit 88 Prozent gegen Deliris Berrios durch, während sich bei den Republikanern erneut Irene Armendariz-Jackson ohne Gegenkandidaten qualifizierte. Veronica Escobar entschied die Hauptwahl zum 119. Kongress im November mit 63,5 Prozent für sich. Bei der folgenden Kongresswahl zum 119. Kongress siegte sie in der Vorwahl deutlich sie gegen einen Herausforderer, der nur auf dem Papier gegen sie kandidiert hatte, während sich bei den Republikanern zum drittenmal Armendariz-Jackson qualifizierte. Escobars Gegenkandidatin in der Vorwahl 2022, Deliris Montanez Berrios, trat nun als Unabhängige an. Bei der Kongresswahl 2024 erhielt Escobar 59,5 Prozent, Armendariz-Jackson 40,4 Prozent.
Veronica Escobars aktuelle und vierte Legislaturperiode im Repräsentantenhaus des 119. Kongresses läuft noch bis zum 3. Januar 2027.